# Theodor von Schön
Heinrich Theodor von Schön, född 20 januari 1773 i Schreitlaucken, död 23 juli 1856 på Gut Arnau vid Königsberg, var en preussisk politiker.
Schön inträdde 1793 i preussisk statstjänst. Under en studieresa till England 1798–99 fördjupades genom iakttagelser i engelskt statsliv de intryck, vilka han redan som student vid Königsbergs universitet mottagit från Adam Smiths idéer. De blev sedan bestämmande för hela hans politiska verksamhet: "först genom England blev jag en statsman". 
År 1800 mottog Schön en post i "generaldirektoriet" i Berlin, och under den stora reformperioden efter katastrofen i slaget vid Jena-Auerstedt (1806) blev han Heinrich Friedrich Karl vom und zum Steins mest anlitade medarbetare. Så till exempel hade han stor andel i utarbetandet av den förordning, som genomförde bondeståndets frigörelse i Preussen, och av Steins berömda politiska testamente av den 5 december 1808. I de nya förhållanden som inträdde efter Steins avsked fann Schön sig ej till rätta. Efter att en kort tid ha varit minister för handel och näringar blev han på egen begäran regeringspresident i Gumbinnen (1809). 
Planen på hans återinträde 1810 i regeringen som finansminister under Karl August von Hardenberg strandade. Schön uppfattade sig som motarbetad av Stein och Hardenberg och under årens lopp utvecklades detta till en hätsk och bitter fiendskap. Hans egen roll vid reformverket förstorades däremot i hans fantasi; i tal och skrift bidrog han (ända in i sin höga ålderdom) till en tradition, som, delvis med våld på den historiska sanningen, underkände Steins och Hardenbergs förtjänster. 
År 1813 inträdde Schön åter för en tid i preussiska statslivets medelpunkt och innehade viktiga förvaltningsposter, men återvände sedan till Gumbinnen. Åren 1816–42 var han överpresident i Västpreussen, varmed 1824 också Ostpreussen förenades, och utvecklade betydelsefull verksamhet för provinsernas förkovran. Varken uppifrån (från regeringen) eller nedifrån tålde han intrång i sin ämbetsmyndighet; hans självrådiga styrelsesätt har karakteriserats som "upplyst despotism". Han vann kolossal popularitet bland provinsernas befolkning, som vande sig att i honom se ledaren och föregångsmannen. Härtill bidrog hans starkt utpräglade personlighet: ämbetsmannen förmådde aldrig hos Schön uttränga den frimodige samhällskritikern. 
I vida kretsar såg man vid det preussiska tronskiftet 1840 i Schön den statsman, som skulle grundlägga en liberal reformperiod. Och Schön själv var, i sin äregirighet och sitt självförtroende, inte främmande för liknande förhoppningar: han stod för övrigt den nye kungen nära och försökte personligen påverka honom i liberal riktning. Vidare inspirerade han lantdagen i Königsberg till en petition om inkallande av en nationalrepresentation och författade i samma syfte en mycket uppmärksammad skrift Woher und wohin? Men förhoppningarna kom på skam; missmodig begärde Schön avsked och erhöll det 1842. Han hedrades efter avskedet med titeln "borggreve av Marienburg". 
En samling Aus den Papieren des Ministers Theodor von Schön utgavs 1875–76 (fyra band, med tre supplement 1879–91).